# Madzsar Imre
Madzsar Imre, születési nevén Madzsar Imre Jakab (Nagykároly, 1878. február 1. – Budapest, 1946. augusztus 3.) történész, történetfilozófus, pedagógus, a Magyar Tudományos Akadémia rendes tagja. Tudományos munkássága az Árpád-kori történeti források kritikai elemzésére, valamint különböző történelemfilozófiai kérdések (tömeg és egyén, idő- és térszemlélet) vizsgálatára irányult.
Madzsar József (1876–1940) politikus öccse.

## Életútja
Madzsar Béla és Hábory (Hábori) Janka fia. Az Eötvös Kollégium tagjaként 1900-ban szerezte meg bölcsészdoktori és történelem–latin szakos tanári oklevelét a Budapesti Tudományegyetemen. Ugyanebben az évben kezdte el több évtizedes, 1924-ig tartó oktatómunkáját az I. Kerületi Állami Főgimnáziumban, amelynek 1924 után címzetes igazgatója maradt. Ezzel párhuzamosan, 1913-tól 1938-ig az Eötvös Kollégium történelem szakvezető tanáraként tevékenykedett, 1920-ban pedig magántanári képesítést szerzett a fővárosi tudományegyetemen az Árpád-kori történelem forrásai, illetve történelemfilozófia tárgykörökben. 1924-től 1935-ig az Országos Közoktatási Tanács titkári és tankönyvügyi bizottságának ügyvezető alelnöki tisztét töltötte be. 1926-ban címzetes tankerületi főigazgatóvá nevezték ki. 1926. szeptember 16-án Budapesten feleségül vette Egyházy Margit Violát. 1932-től címzetes nyilvános rendkívüli tanárként oktatott a fővárosi egyetemen egészen 1935. évi nyugdíjazásáig. Felesége Egyházi Margit volt.

## Munkássága
Fő kutatásai az Árpád-kor történeti forrásainak kritikai elemzésére és szövegkiadásainak előkészítésére irányultak. Már egyetemi évei alatt elkészítette a 14. századi Képes krónika szemelvényes fordítását (1900), a későbbi években behatóan foglalkozott Szent Gellért legendájával (1913), a Königsbergi töredékkel (1916), Szent Imre legendájával (1931), valamint Szent István törvényeivel és hamisítványaival (1938).
Emellett Karl Gotthard Lamprecht nyomdokain behatóan foglalkozott történetfilozófiai kérdésekkel is, nemegyszer újszerű megközelítésben vizsgálva a történettudomány lehetséges céljait, szemléletét és módszertanát. Már 1909-ben tanulmányt írt a történelem által vizsgált tömeg és az azt felépítő egyének kapcsolatrendszeréről, amelyet később a történelmi emlékezet egyéni aspektusaival egészített ki (1940). Egyén és történelem kapcsolatának, a társadalom működésében szerepet játszó egyéni dimenziónak a vizsgálata csúcsosodott ki abban a munkájában, amelyben Farádi Vörös Ignác közel fél évszázad (1778–1822) magán- és köztörténelmét felölelő visszaemlékezéseit elemezte (1927). Előszeretettel foglalkozott emellett nem is annyira a történelemtudomány, mint a vizsgált társadalmak és korok tér- és időszemléletével, annak hatásával a társadalmi folyamatok alakulására. Ebből a szemszögből már 1916-ban megvizsgálta a magyar történelem, a magyarországi évszázadok földrajzi meghatározottságát, annak egyetlen aspektusán, az Északkeleti-Kárpátok szerepén keresztül (1916). Később a babiloni kultúra tér- és időszemléletét is behatóan vizsgálta (1930), s a tér-idő határok általánosabb elméletén (1931) keresztül kísérletet tett a világtörténelem újrakorszakolására (1932).
Pedagógiai tanulmányaiban főként az írás-olvasás és a történelem tanításának problémáit, illetve egyes oktatástörténeti kérdéseket vizsgált.

### Társasági tagságai és elismerései
1925-ben a Magyar Tudományos Akadémia levelező, 1938-ban rendes tagjává választották, 1928-tól 1945-ig volt az Akadémia filozófiai bizottságának tagja. 1913-ban a Magyar Történelmi Társulat választmányi tagja lett, 1941-ben a Magyar Pedagógiai Társaság tiszteleti tagjává választották. Az Actio Catholica szakosztálytanácsosaként is tevékenykedett.

### Művei
- A II. Géza korabeli Névtelen. Budapest: Magyar Tudományos Akadémia. 1926.
- Farádi Vörös Ignác visszaemlékezései az 1778–1822. évekről. Budapest: Magyar Történelmi Társulat. 1927.
- A világtörténet korszakai. Budapest: Magyar Tudományos Akadémia. 1932.